# فرانسیسکو گویا
فرانسیسکو خوزه گویا یا فرانسیسکو خوسه گویا (به اسپانیایی: Francisco José de Goya y Lucientes) اسپانیایی: [fɾanˈθisko xoˈse ðe ˈɣoʝa i luˈθjentes]‏ (زادهٔ ۳۰ مارس ۱۷۴۶ – درگذشتهٔ ۱۶ آوریل ۱۸۲۸) نقاش و چاپگر سبک رمانتیسیسم اسپانیایی بود. وی مهم‌ترین هنرمند اسپانیایی اواخر قرن ۱۸ و اوایل قرن نوزدهم به حساب می‌آید و در طول زندگی طولانی خود مفسر دوران خود بوده‌است.
از فرانسیسکو گویا به عنوان آخرین بازماندگان نسل استادان کهنه‌کارِ* اروپایی (لقبی که به نقاشان اروپاییِ پیش از قرن نوزدهم داده می‌شد) یاد می‌شود. او از پیشگامان دوران پیش از مدرنیسم است که فلسفهٔ ذهنی و تکنیک به کار رفته در آثارش، سال‌ها بعد مورد استفادهٔ نقاشان بزرگی چون ادوار مانه و پابلو پیکاسو قرار گرفت.
وی بعد از یک تب شدید، در سال ۱۷۹۲ کر شد و این باعث درون‌گرایی و کناره‌گیری او گردید. به‌دنبال سکته مغزی از ناحیه راست فلج شد و از رنج در اثر ضعف بینایی و عدم دسترسی کافی به مواد نقاشی در ۱۶ آوریل ۱۸۲۸ در سن ۸۲ سالگی در گذشت.

## سرگذشت

### اوایل زندگی
گویا در سال ۱۷۴۶ در فوئندتودوس (Fuendetodos)، ساراگوسا، بخش آراگون اسپانیا متولد شد. پدرش خوزه بِنتیو گویا فرانکو و مادرش گریسیا لوسینته سالوادور بود. دوران کودکیش را در فیونتدوس گذراند. پدرش از راه زرگری زندگی را می‌گذراند. در سال ۱۷۴۹ خانوادهٔ او خانه‌ای در شهر ساراگوسا خریدند و چند سال بعد به آنجا رفتند. گویا در اسکولاس پیاس به مدرسه می‌رفت. در این زمان دوست صمیمی او مارتین زاپاتر بود؛ مکالماتش با وی از سال ۱۷۷۰ تا ۱۷۹۰ م. منبع ارزشمندی برای پی بردن اوایل زندگی او در دورهٔ مادرید می‌باشد. در ۱۴ سالگی گویا نزد جوزف لوزن نقاش به کار آموزی مشغول شد. او به مادرید رفت وبا آنتون رافائل منگس که نقاش شناخته شده‌ای نزد خانوادهٔ سلطنتی بود هم کلاس شد. او با مخالفت جدی استاد خود مواجه شد و امتحاناتش ناامیدکننده بود. گویا ناامیدانه در سال‌های ۱۷۶۳ و ۱۷۶۶ درخواست ورود به آکادمی هنر کرد اما پذیرفته نشد.
بعد از آن به رم رفت جایی که جایزهٔ دوم مسابقات نقاشی که توسط شهر پارما پایه‌ریزی شده بود به دست آورد. بعد از آن سال به زاراگوسا بازگشت و قسمت‌هایی از گنبد باسیلیکای (به سپاس از نام خدا) نقاشی کرد. چرخه‌ای از نقاشی‌های فرسک در کلیسای چارت هاس آلودی و در سوبرا دیل پلس را از خود به نمایش گذاشت. او به نزد فرانسیسکو بایو سوبیاس رفت و نقاشی‌هایش به خاطر استفادهٔ ظریفانه از تونالیته به شهرت رسید.
او در ژوئیهٔ ۱۷۷۳ با خواهر بایو جوزفا که گویا او را پپا صدا می‌کرد ازدواج کرد. ارتباط بایو با آکادمی سلطنتی هنرهای زیبا به گویا کمک کرد که به عنوان طراح قالی‌هایی که قرار بود توسط کارخانهٔ سلطنتی بافته شوند کار کند. در طول تنها ۵ سال نزدیک به ۴۲ الگو را طراحی کرد که بیش‌ترین آثار برای تزئین ویا پوشش قسمت‌های خالی دیوارهای ال اسکوریال و پالاسیو ریل دپاارادو اقامتگاه‌های تازه ساخت سلاطین اسپانیایی نزدیکی مادرید استفاده شد. همین باعث شد تا توجه پادشاهان اسپانیایی به استعداد او جلب شود و بعدها به دربار راه پیدا کند.
او هم چنین یک تابلوی قربانگاه کلیسای سن فرانسیسکو ال گرانده در مادرید را نقاشی کرد؛ که این منجر به عضویت آکادمی سلطنتی هنرهای زیبا شد.

### اواسط زندگی

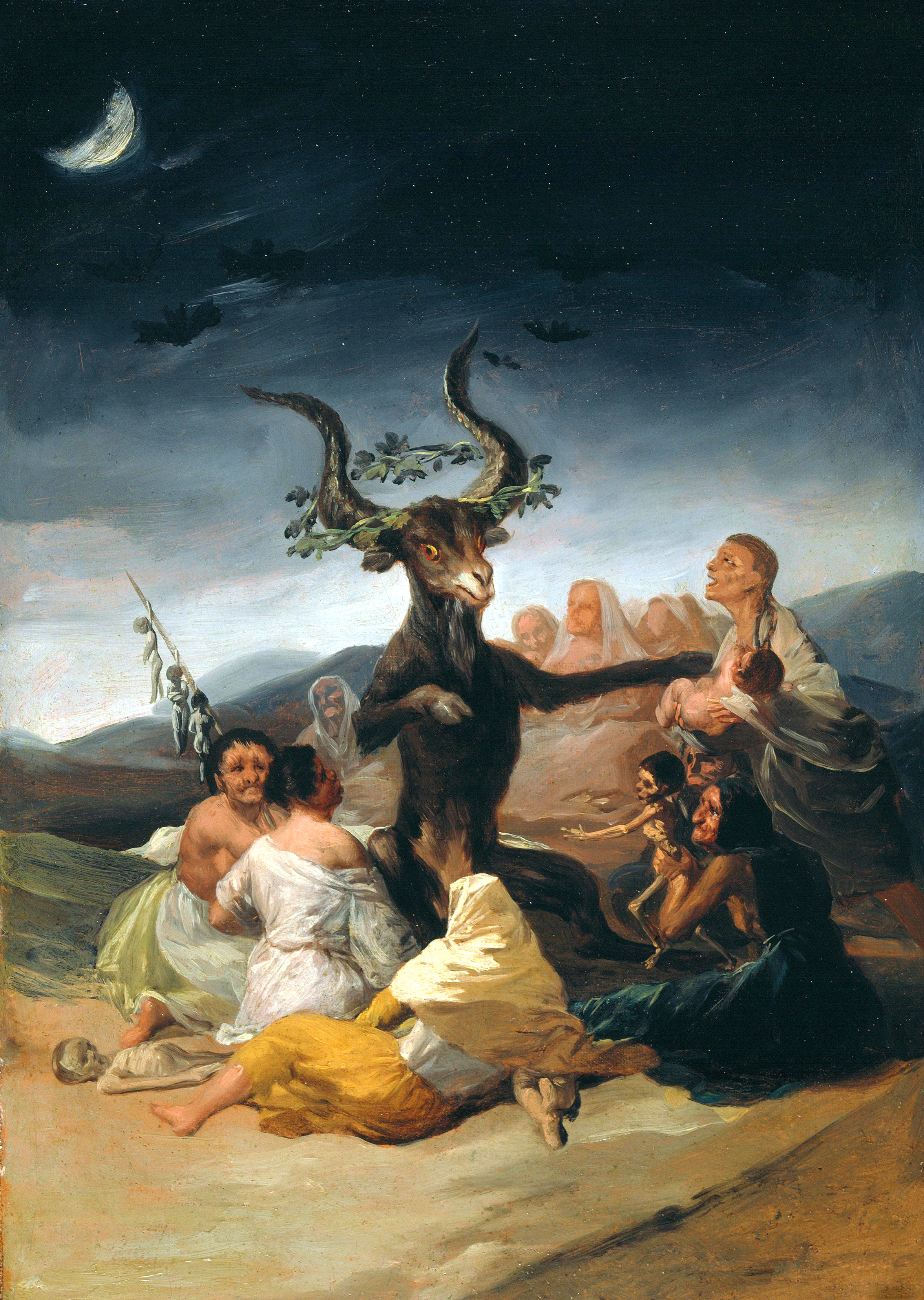
جشن جادوگران، از مجموعهٔ دون خوان و فرمانده. این اثر اکنون در مالکیت موزه لازارو گالدیانو، در شهر مادرید قرار دارد.

در سال ۱۷۸۶ گویا حقوق بگیر دربار چارلز سوم شد. بعد از مرگ چارلز سوم در سال ۱۷۸۸ و انقلاب فرانسه در سال ۱۷۸۹ در زمان سلطنت چارلز چهارم گویا به قلهٔ شهرت در خانوادهٔ سلطنتی رسید. در سال ۱۷۸۹ نقاش دربار چارلز چهارم شد و در سال ۱۷۹۹ به عنوان نقاش تراز اول با حقوق بالا (۵۰۰۰۰ رئال و ۵۰۰دوک) برای معلمی گماشته شد. او پادشاه و ملکه، خانوادهٔ سلطنتی و چهره‌های آن‌ها و هم چنین شاه زادهٔ صلح و خیلی از نجیب زدگان دیگر را نقاشی کرد. پرتره‌های او از حیث عدم خود ستایی در تصویر قابل توجه‌اند. در نقاشی چارلز چهارم و خانواده‌اش عدم سیاستمداری در تصویر قابل توجه‌است. چنین به نظر می‌رسد که در این تصویر لوییزا بسیار قدرتمند بوده زیرا که در مرکز سایر پرتره‌ها نقاشی شده‌است. در منتهی‌الیه سمت چپ تصویر چهرهٔ خود نقاش را می‌بینیم که نگاهش را به بیرون به بیننده دوخته و نقاشی پشت سر این خانواده لوت و دخترش را نشان می‌دهد که بار دیگر انعکاسی است این نکتهٔ مهم از فساد و تباهی.
گویا سفارش‌های بیشماری از جانب نجیب‌زادگان دریافت کرد. از بین سفارش دهندگان پدرو تلزگیرون نهمین دوک اوسانا و همسرش ماریا جوزفا پیمنتل دوازدهمین کنتس بنونته ماریا دل پیلاردسیلوا سیزدهمین بانوی آلبا و شوهرش جوزف ماریا آلوازدتولدو پانزدهمین دوک مدیناسیرونیا و ماریا آناد پونتجوس سادووال.
در زمانی بین اواخر سال‌های ۱۷۹۲ و اوایل ۱۷۹۳ یک بیماری جدی که ریشهٔ آن مشخص نیست گویا را ناشنوا کرد و پس از آن گویا گوشه‌گیر و درون‌گرا شد. در طول مدت درمان او به‌طور جدی شروع به کشیدن نقاشی‌های آزمایشی کرد. تجربه‌های او شامل نقاشی طراحی چاپ‌های اچینگ و آکواتینت بود؛ که در سال ۱۷۹۹ با نام کپریکو (کاپریس) منتشر شد که البته به موازات کارهای رسمی و پرتره‌ها و نقاشی‌های مذهبی انجام می‌شد.
در سال ۱۷۹۷ تا ۱۷۹۸ مجموعه‌ای از شش نقاشی کابینتی با موضوع جادوگری را به سفارش دوک‌ و دوشس اوسونا خلق کرد که به دون خوان و فرمانده معروف شدند.

### اواخر زندگی
جنگ تحمیلی به اسپانیا در سال ۱۸۰۸ گویا را با پادشاهی غیر مترقبهٔ جوزف بناپارت برادر ناپلئون بناپارت مواجه کرد. در این زمان او برای نجیب‌زادگان فرانسوی کار می‌کرد. اما با این حال در طول مدت جنگ بی‌طرف باقی‌ماند. بعد از احیای پادشاهی اسپانیا فردیناند هفتم در سال ۱۸۱۴ گویا هر محیط فرانسوی‌تبار را رد کرد و نپذیرفت.
وقتی همسرش در سال ۱۸۱۲ فوت کرد او در حال پردازش نقاشی‌هایی چون تسلیم شدن مملوک‌ها و سوم ماه مه بود و همچنین سری چاپ‌های فجایع جنگ.
فردیناند هفتم به اسپانیا بازگشت اما روابطش با گویا آن چنان صمیمی نبود. او پرتره‌های پادشاه را برای سازمان‌های مختلف نقاشی کرد اما نه برای خود او.
لئوکادیا ویس خدمتکار گویا که ۳۵ سال از او کوچکتر بود از خویشاوندان دور او بعد از مرگ همسرش با او زندگی و از او مراقبت می‌کرد. او در کوینتا دل سوردو (خانهٔ مرد نا شنوا) تا سال ۱۸۲۴ با دخترش روزاریو در کنار گویا بود. لئوکادیا از نظر چهره احتمالاً شبیه همسر اول گویا بوده. از آن جایی که در مورد یکی از نقاشی‌های شناخته شدهٔ گویا شک بر عنوان آن است که این لئوکادیاست یا جوزفا بایو.
چیزی بیشتر از مذاق آتشین این زن در دسترس نیست. او از خانوادهٔ گویکواکئیا بود که پسر گویا با آن‌ها وصلت کرد. اعتقاد بر این است که لئو کادیا دیدگاه‌های سیاسی داشت و از نشان دادن آن بیم نداشت که این مسئله در خانوادهٔ گویا چندان باب نبود. همچنین گفته می‌شود که لئوکادیا ازدواج موفقی نداشت. او با یک جواهر ساز ازدواج کرد و از او دو فرزند داشت و سومی روساریو را در سال ۱۸۱۴ وقتی ۲۶ ساله بود به دنیا آورد.
بر اساس شواهد به نظر می‌رسد این فرزند متعلق به گویا بوده. گمان می‌رود که رابطهٔ گویا و لئوکادیا بیشتر رمانتیک بوده و آن‌ها با احساسات به هم پیوند خورده بودند.
گویا از سال ۱۸۱۴ تا ۱۸۱۹ به چهره‌نگاری پرداخت. به جز محراب سانتایوستا و سانتا روفینا برای کلیسای کاتدرال سویل و همین‌طور مجموعه نقاشی‌های گاوبازی و چاپ‌های اچینگ مجموعهٔ هوسران‌ها.
در سال ۱۸۱۹ گویا با خرید خانه‌ای نزدیک رودخانهٔ مانزارس در حوالی مادرید گوشهٔ عزلت گرفت که به خانهٔ مرد نا شنوا معروف است. آن جا بود که گویا نقاشی‌های سیاه را با حالت‌های خشن و پس زمینه‌های غم بار آفرید که نمایان گر ترس هنرمند از جنون و دیوانگی و طرز فکر او نسبت به بشریت بود. بیشتر آن‌ها شامل ساتورن در حال بلعیدن یکی از فرزندان خود مستقیماً روی دیوار نقش شده‌اند. دیوارهای اتاق غذاخوری و نشیمن.
گویا امیدش را نسبت به رژیم آنتی لیبرال و تازه بازگشتهٔ اسپانیا و وضعیت اجتماعی از دست داد و در مه سال ۱۸۲۴ اسپانیا را ترک کرد و به بورداکس و سپس به پاریس رفت. او در سال ۱۸۲۶ به اسپانیا بازگشت اما دوباره به بورداکس رفت و در سال ۱۸۲۸ در اثر سکتهٔ مغزی در گذشت. او کاتولیک بود و در بورداک به خاک سپرده شد. در سال ۱۹۱۹ بقایای جسدش به کلیسای رویال چپل در مادرید بازگردانیده شد.
لئوکادیا سهمی از وصیت‌نامهٔ گویا نبرد. خانم‌ها معمولاً در چنین مواقعی از قلم انداخته می‌شدند؛ ولی چنین به نظر می‌رسد که گویا نمی‌خواسته زیاد وقتش را صرف فکر کردن راجع به مردن یا بازبینی وصیت‌نامه اش کند. او به بسیاری از آن‌ها دوستان گویا نامه نوشت از این وضعیت شکایت کرد ولی بسیاری از آن‌ها دوستان مشترک خود او هم بودند که یا قبلاً فوت کرده بودند یا قبل از اینکه بتوانند پاسخی دهند از دنیا می‌رفتند. او ناچار در خانه‌ای اجاره‌ای مستقر شد و از راه فروش کپی‌های کاپریس زندگی می‌کرد.

### مرگ
گویا را در قلعهٔ خانوادهٔ موگوئیرو در آرامگاه کارتوزیان در بوردو کنار آرامگاه دوستش گوئیکو چه آ که سه سال پیش‌تر از دنیا رفته بود به خاک سپردند. دست چند نیکوکار آرامگاه او را با تندیس گچی کوچکی از مریم مقدس تزیین کرد ولی پس از چندی روی آن را خزه پوشانید. تا شصت سال در آنجا به فراموشی سپرده شد تا اینکه در نوزدهم نوامبر سال ۱۸۸۸ با حضور کنسول اسپانیا نبش قبر کردند. بقایای جسد گویا را به اسپانیا بردند و نخست در ۱۸۹۹ به سان ایسیدرو انتقال دادند؛ ولی در صدمین سال مرگش یعنی در سال ۱۹۲۸ آن را به سان آنتونیو د فلوریدا بردند و زیر گنبدی که صد و سی سال پیش از آن با اشتیاق و وسواس سقفش را نقاشی کرده بود به خاک سپردند.

### زندگی خصوصی
در اواخر سدهٔ نوزده مردانی چون ونسان ون گوگ یا پل گوگن پیدا شدند که از همه چیز دست کشیدند و قلب و روح خود را وقف نقاشی کردند ولی در سدهٔ هجدهم که زمان جوانی گویا بود نقاشی فقط یک شغل یا حرفه بود. درست مانند سردفتری یا بازرگانی؛ مثلاً ولاسکوئز با دختر استادش پاچکو ازدواج کرد. احتمالاً گویا قضیهٔ ولاسکوئز را شنیده بود ولی خود به چشم خویشتن می‌دید که راز موفقیت هنرمندان هم سن و سالش در این است که با خانواده‌ای از نقاشان وصلت می‌کنند.
اگر گویا را با دیه گو ولاسکز مقایسه کنیم می‌بینیم که ولاسکوئز در سن بیست سالگی با دختر خانواده‌ای مشهور ازدواج کرده بود. هنگامی‌که گویا به ساراگوسا بازگشت و نخستین سفارش‌های نقاشی جدی خود را به انجام رساند سی سال از عمرش می‌گذشت که با جوزفا بایو یا زوزفا خواهر و پرستار فرانسیسکو بایو اظهار عشق کرد. روشن است زوزفا شکی نداشت که گویا به خاطر اینکه به خانوادهٔ بایو درآید با او ازدواج کرده‌است و خود بایو خوب می‌دانست که اگر زوزفا خواهر او نبود گویا هرگز با او ازدواج نمی‌کرد.
اما همسرش زوزفا در سال‌های جنگ در ماه ژوئن ۱۸۱۲ از دنیا رفت. این مسئله آخرین حلقه‌ای را که با سال‌های جوانی اش مرتبط بود به حرکت درآورد و او را وادار کرد به خود فکر کند.
درست است که گویا به ویزه در مجموعهٔ کاپریس خود از دوشس آلبا انتقادات و خرده‌گیری‌هایی کرده‌است ولی با اینهمه مسلم است که گویا علی‌رغم حسادت‌ها و بد خلقی‌هایش به دوشس آلبا با چشمی فوق یک مشتری و حامی به او می‌نگریست. خرده‌گیری‌هایش ناشی از نام بزرگ او بود و احساسش در اثر زیبایی او تحریک می‌شد؛ ولی هم چنین او از اینکه می‌دید دوشس نموداری از جوانی بود و از دست رفتن جوانی با بی رحمی هر چه تمام تر با گذشت زمان او را می‌آزرد دچار شعفی توأم با تلخی و شیرینی می‌شد. وقار و بزرگی و خانمی و حالات دخترانه هر دو با هم در او وجود داشت و این درآمیختگی او را تنها زنی کرده بود که توانست برای این مرد حساس که عشقی بی‌ریا نسبت به همه چیز در دل داشت منبع الهام شود. به عمق پیوند او به دوشس می‌توان از روی رفتار او پس از ۲۸ ژوئیه ۱۸۰۲ یعنی روز غم‌انگیز مرگ دوشس پی برد. کارگاه خود را ترک گفت و بی هدف در خیابان‌ها به قدم زدن پرداخت و خود را در انزوای ناشی از ناشنوایی خویش فرو برد. این دلتنگی و ناامیدی دیگر برای همیشه در او باقی‌ماند.

## زندگی کاری
این تغییر مسیر تاریکی و غم‌انگیزی روان او را منعکس می‌کند. فیزیکدانان و پزشکان مدرن بر این گمان اند که استفاده از پیگمنت‌های رنگ‌های نقاشی او را مسموم کرده و باعث نا شنوایی او شده‌است.
گویا خانواده‌های سلطنتی اسپانیا را نقاشی می‌کرد که شامل چارلز چهارم و فردیناند هفتم می‌شد.
گویا در اواخر زندگی گوشه‌گیر شد و نقا شی‌هایی ترسناک و نا مفهوم با موضوعاتی دیوانه وار و جنون‌آمیز و فانتزی آفرید؛ که حالت نقاشی‌های سیاه نقش خوبی را در این مورد بازی می‌کند.
موضوع کارهای او از جشن‌ها و سرورها یی که طرح روی آویزها بوده و کارتون‌ها گرفته تا صحنه‌های جنگ و پستی‌های انسانی.

### مجموعه فجایع جنگ
در سال ۱۸۱۰ یعنی دو سال پس از ماجرای سوم ماه مه و در کشوری که هنوز توسط سربازان خارجی به ویرانی کشیده می‌شد گویا کار خود را روی نخستین سیاه قلم‌های مجموعهٔ فجایع جنگ آغاز کرد.
انسان به این فکر می‌افتد که رویداد سوم ماه مه سال ۱۸۰۸ موجب ضربه‌ای روانی بر گویا شده‌است و او را از سستی و رخوتی که پس از مرگ دوشس آلبا در سال ۱۸۰۲ بر او مسلط شده بود بیرون آورده‌است. در این که شوک یا ضربه‌ای او را به خود آورده باشد حرفی نیست ولی اثر آن در او کمی با تأخیر همراه بود.

### سوم ماه مه

نقاشی سوم ماه مه ۱۸۰۸

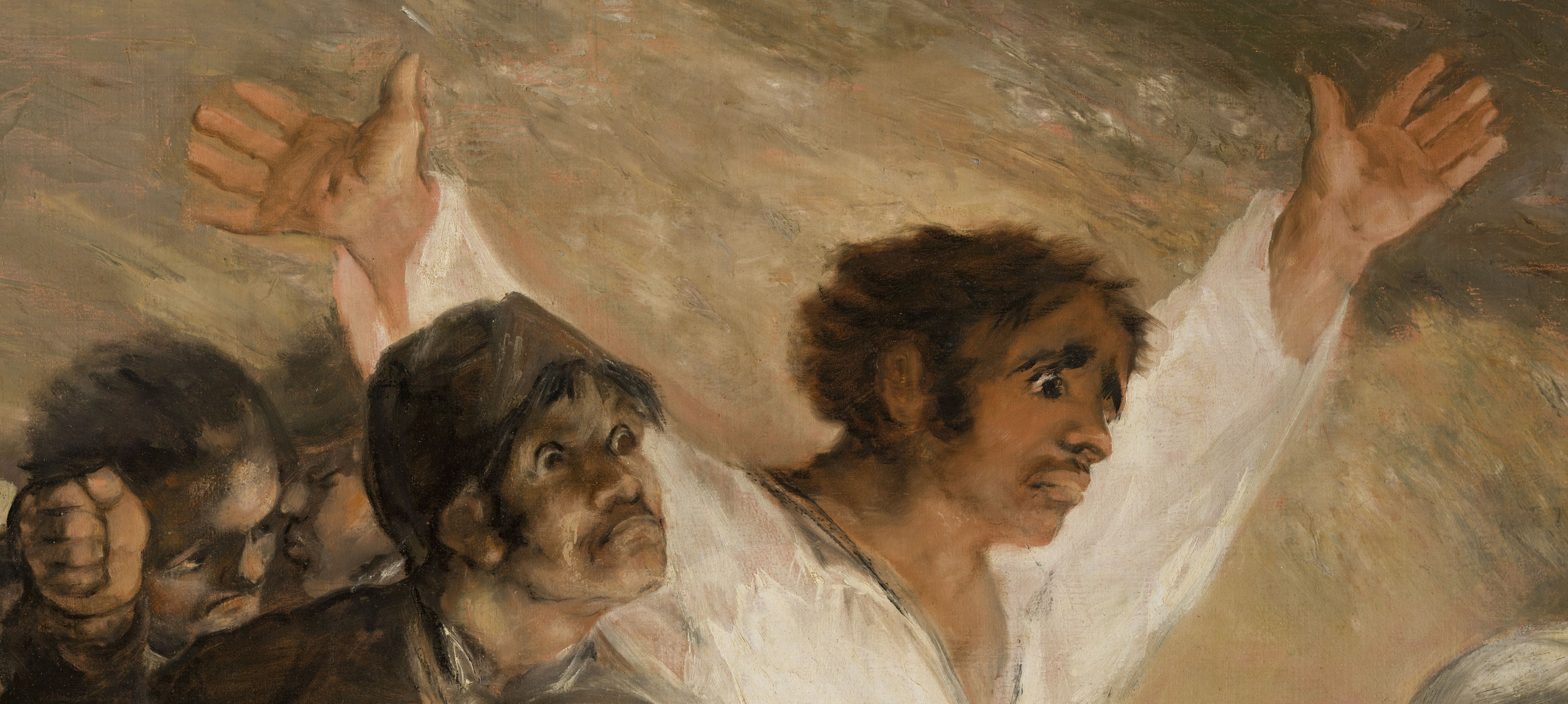

از میان تمام کارهای مربوط به دهشت جنگ که گویا ساخته‌است تابلوی سوم ماه مه ۱۸۰۸ از همه کاملتر و شاخص تر است. این تابلو تمام مفاهیم موجود در مجموعه فجایع جنگ در خود دارد.
آندره مالرو می‌نویسد: سوم ماه مه و بعضی از طرح‌های مجموعهٔ فجایع جنگ یادآور داستان‌های بزرگ داستایوسکی است.
در تابلوی تیر باران مدافعان مادرید به مرد سیه چرده کوچک اندامی که زانو زده‌است و دست‌هایش را به طرفین باز کرده‌است و در فضا خود را به شکل صلیب درآورده نگاه کنید. او همانند مشعلی فروزان بر تمام صحنهٔ تصویر که او را هدف قرار داده‌اند جسم بی جان به خاک افتادگان و سیمای کسانی را که در انتظار نوبت تیر باران شدن خود هستند با نور خود روشن کرده‌است. چشمانش هم چون دو حفرهٔ سیاه بر دهانهٔ تفنگ‌های جوخهٔ آتش خیره شده‌اند و هراسی ما فوق ترس حاکی از نامفهومی سر سخت و رام نشدنی سرنوشت در آن موج می‌زند و در پیرامون این شعله بی‌نام انسانی نوعی تاریکی حکمفرماست و این تاریکی به خاطر قربانی شدن یک انسان بر روی تپهٔ گولگوتا تمام دنیا را پوشانیده‌است.
بعضی نتیجه‌گیری کرده‌اند که گویا این تابلو را درست پیش از بازگشت فردنیاند هفتم ساخته‌است تا کفاره وضعیت دو پهلو و مشکوک خود را که در خلال جنگ آزادی‌بخش داشت داده باشد. حقیقت این است که اگر گویا قبلاً دویست یا سیصد کار را در همین زمینه‌ها در خلال چهار یا پنج سال جلوتر طراحی و نقاشی نمی‌کرد هرگز نمی‌توانست چنین تابلویی را بسازد. گذشته از این حقیقت باید گفت هیچ فرمی از کفاره دهی (البته اگر مسئله کفاره دهی در کار بوده باشد) نمی‌توانست تا این حد انسانیت را محکوم کند.

### نقاشی‌های سیاه

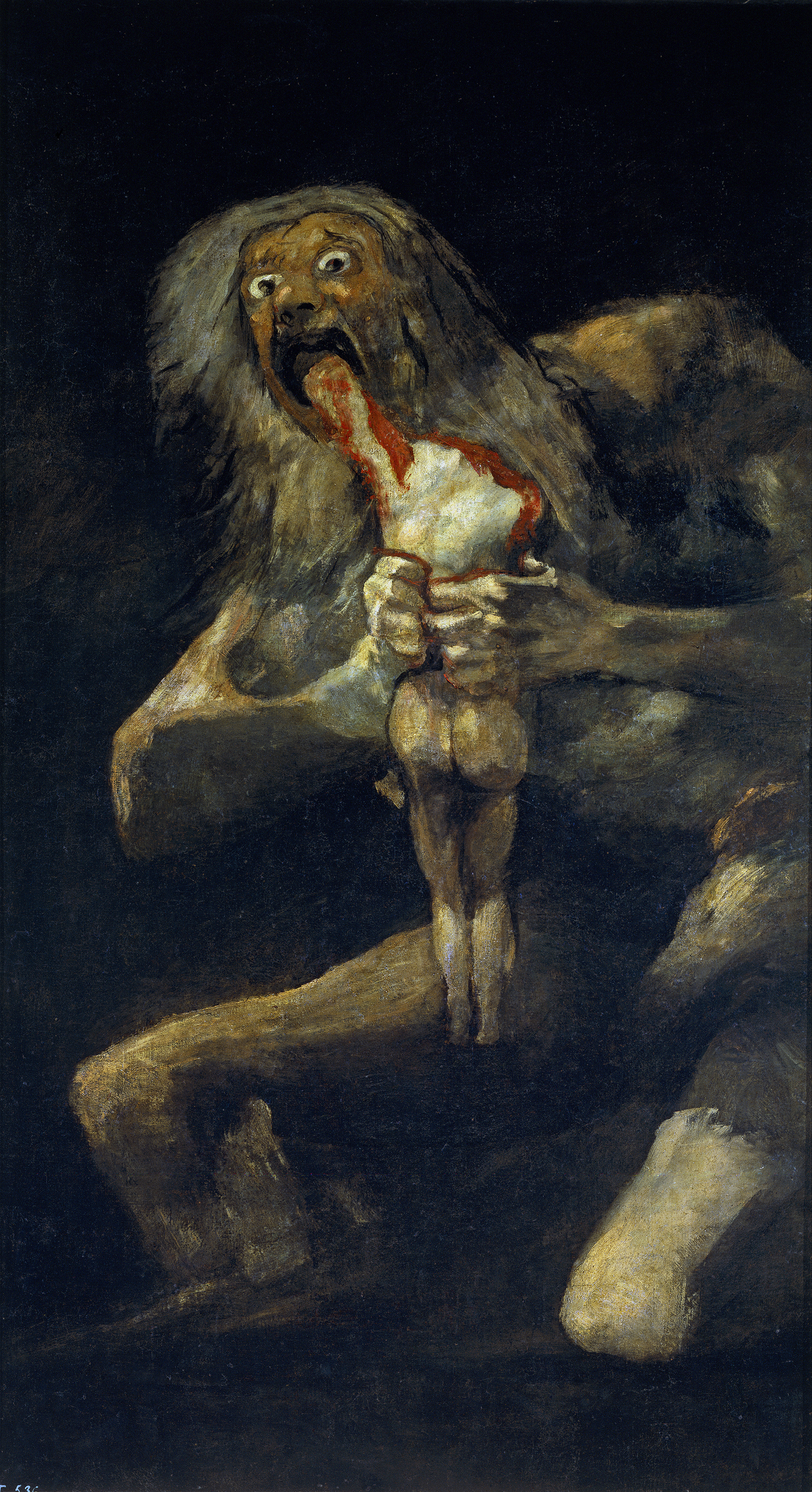
ساتورن پسرش را می‌بلعد

گویا اثراتی آشفته اما با شکوه خلق کرده‌است که نمایش صادق او از بشریت در دورهٔ جنگ و تلاطم است.
انتشار احساساتش بر پردهٔ وسیع نقاشی در خانهٔ رنج به گویا این اجازه را می‌داد که اثراتی آشفته اما با شکوه بیافریند.
گویا هیچ مأموریتی برای انجام این کار نداشته بنابراین خود را باید برای پذیرایی هیچ‌کس به غیر خود آماده می‌کرد. این نقاشی‌های خصوصی ما را به نظری اجمالی به چیزی که بازتاب تصویری وضعیت بشر و جهان است می‌توان نامید وادار می‌کند.
این بازتاب به دور از هر گونه خوش‌بینی است. این مشخصه با نگاه به زمینه‌های تاریک در نقاشی‌های سیاه به دست می‌آید.
در اینکه پس زمینهٔ نقاشی‌های سیاه تیره هستند شکی نیست. به علاوه بخش‌های مختلف به وسیلهٔ رنگ قهوه‌ای و سیاه متحد می‌شوند که عمدتاً برای نمایش دلتنگی و افسردگی به کار رفته‌اند. زمینه‌های شب گونه، دهان‌های باز، صورت‌های کج و تحریف شده از شکنجه‌های درونی همگی نشان دهندهٔ وابستگی این تصاویر به انسان اسیر شده در اضطراب را می‌توان دید.
کسان دیگری همانند والریانو بوزل می‌گوید: «تمایل به دیدن نقاشی‌های سیاه یکی به دلیل فرایند عمومیت دادن در راستای سیر تکاملی رویدادهای سیاسی است و دیگری خود هنرمند و وضعیت حرفه‌ای او که هر دو قابل قبول است.»
یک مثال زبده و درجه یک از این زمینه تاریک‌ها ساتورن پسرش را می‌بلعد (۱۸۲۰_۱۸۲۳) است.
نقاشی ساتورن (زحل) را در وضعیتی قوز کرده نشان می‌دهد که با وحشیگری در حال بلعیدن بچه‌ای است که در پس زمینه‌ای تاریک قرار دارد. این خدا با چشم‌هایی از حدقه بیرون زده، موهای جنگلی و آشفته و مشت‌های محکم کرده که از آن‌ها خون می‌چکد بسیار بد سگال و شرور به نظر می‌رسد.
با وجود این صحنه نمایان‌گر تعابیر گویا از افسانهٔ قدیمی ساتورن، خدای رومی، خدای کشاورزی، که در اساطیر یونان به آن کرونوس می‌گفتند، بوده‌است.
افسانهٔ یونانی کرونوس حکایت از سرشت بی رحم پدر کرونوس، اورانوس (خدای آسمان تسبت به مخلوقات زمین و همسرش گایا (الههٔ زمین) دارد.
بیماری سخت او، شکست در عشق، می‌تواند هنرمند را مجبور به چنین انتخابی کند. نکتهٔ قابل توجه این است که کلکسیون نقاشی‌های سیاه تا سال ۱۹۲۸ نام‌گذاری نشده‌بود؛ سال‌ها پس از مرگِ گویا؛ زیرا که نقاشی‌ها مستقیماً روی دیوار خانهٔ شخصی او نقاشی شده‌بود. به نظر می‌رسد که گویا تمایلی به دیده‌شدن آن‌ها توسط عموم نداشته، مگر اعضای خانواده و میهمانان صاحب‌امتیاز، که اگرچه این‌ها به‌ناچار در طول روز نور می‌دیدند.
بعد از جابه‌جایی در سال ۱۸۷۰ از کواینتادل سوردو در سال ۱۸۷۸ در نمایشگاه پاریس پرده‌برداری شدند. (Glendening 1975)
عدم نام‌گذاری این مجموعه توسط خود گویا می‌توانست منجر به غلط تفسیر شدن آن‌ها شود. از سوی دیگر نمی‌توان نادیده گرفت که نام‌گذاری می‌توانست خُلق و خوی گویا را در آن زمان بیان کند. او دلیل کافی برای عصبانی‌بودن، تلخی، دلسردی و بدگمانی نسبت به بشریت در زمان خود را داشت.

## نگارخانه

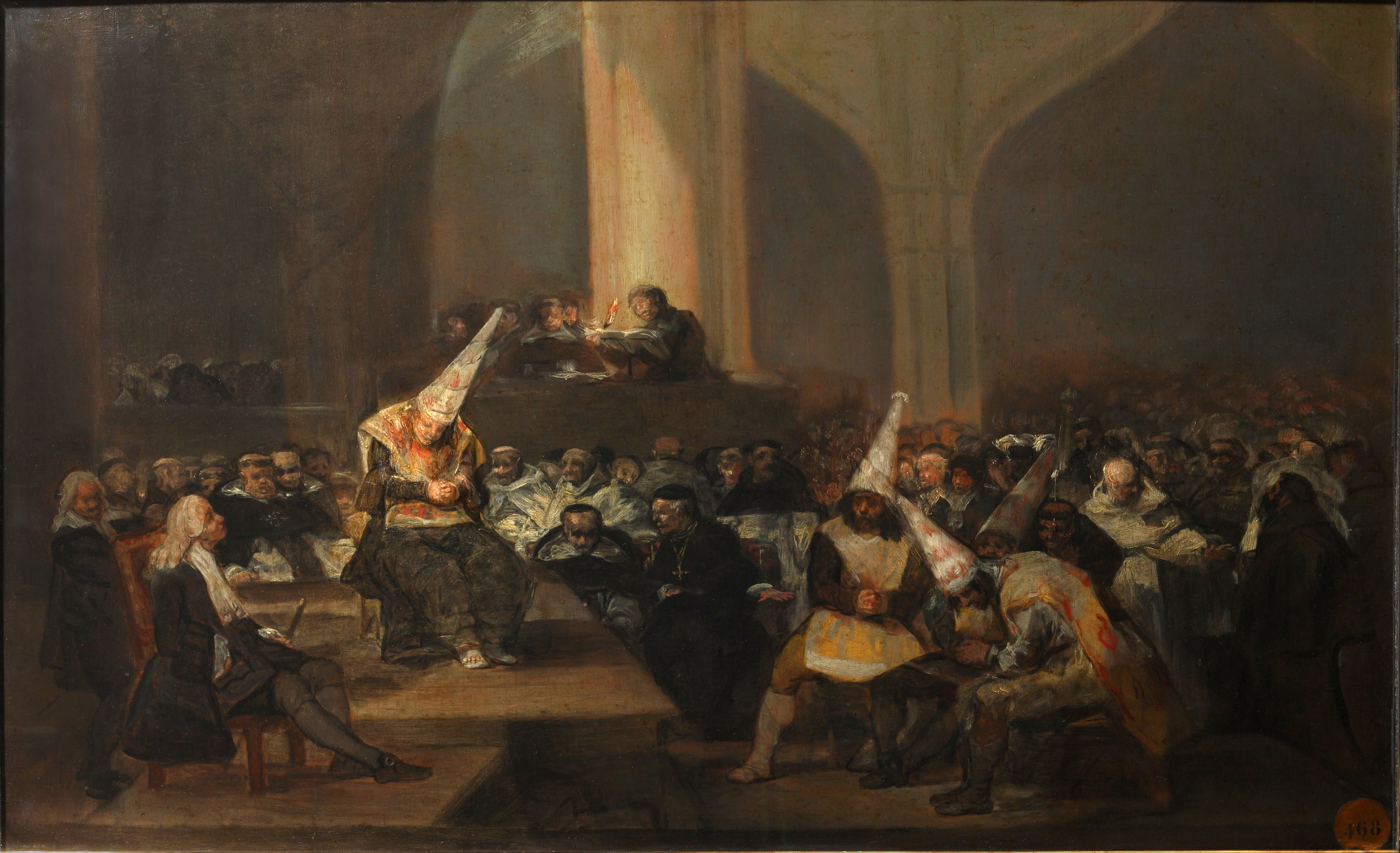
دادگاه تفتیش عقاید بین سال‌های ۱۸۰۸ تا ۱۸۱۲ م. آکادمی سلطنتی هنرهای زیبای سان فرناندو
خاکسپاری ساردین بین سال‌های ۱۸۱۲ تا ۱۸۱۴ م. آکادمی سلطنتی هنرهای زیبای سان فرناندو
سوم ماه می ۱۸۰۸
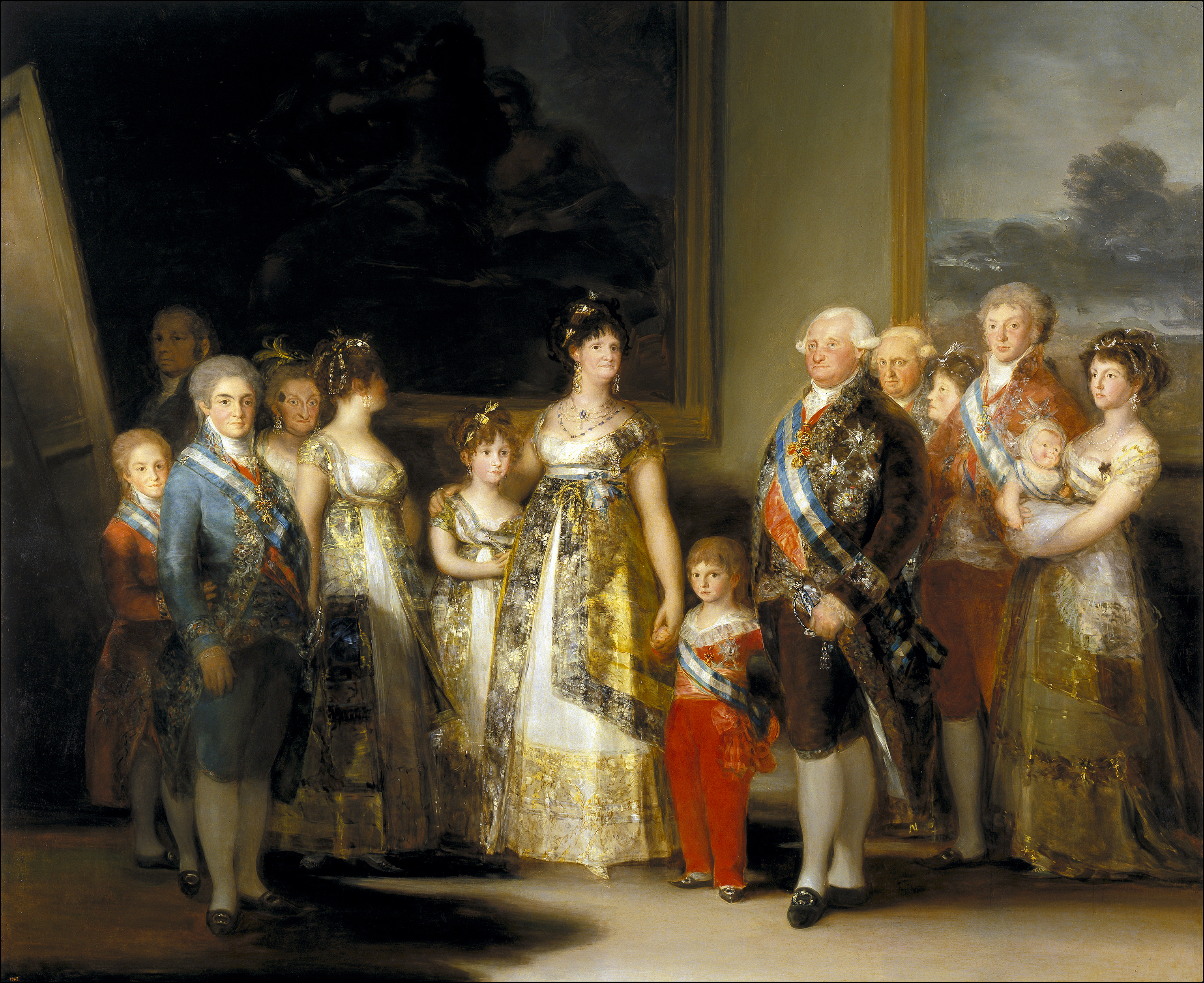
خاندان چارلز چهارم
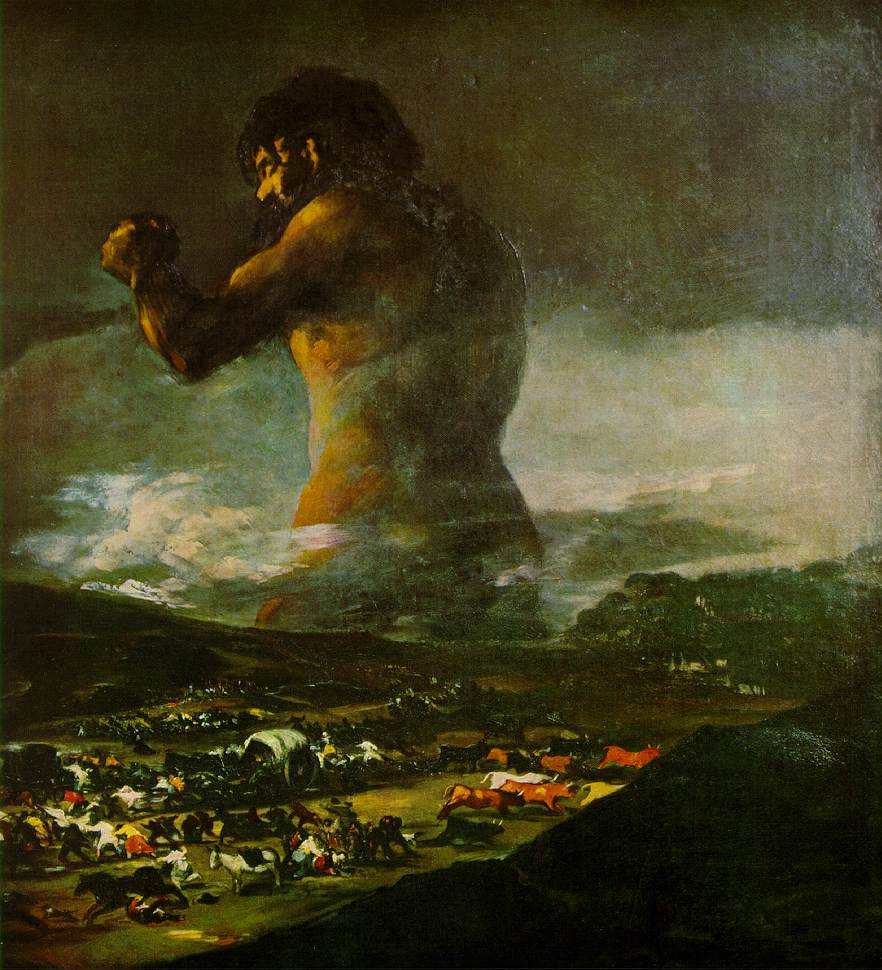
نقاشی غول
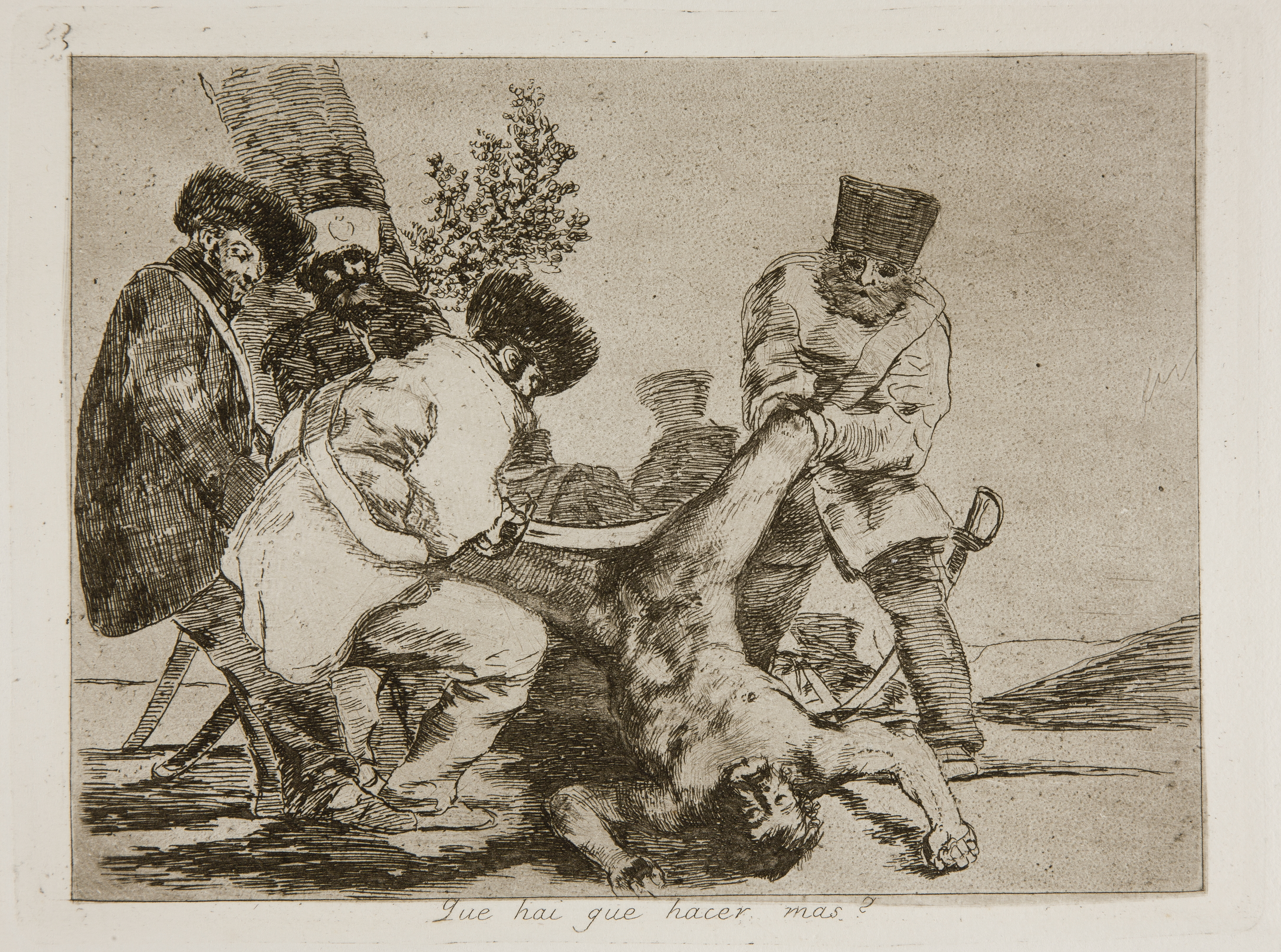
دیگر چه می‌توانیم بکنیم؟ از مجموعهٔ بلایای جنگ
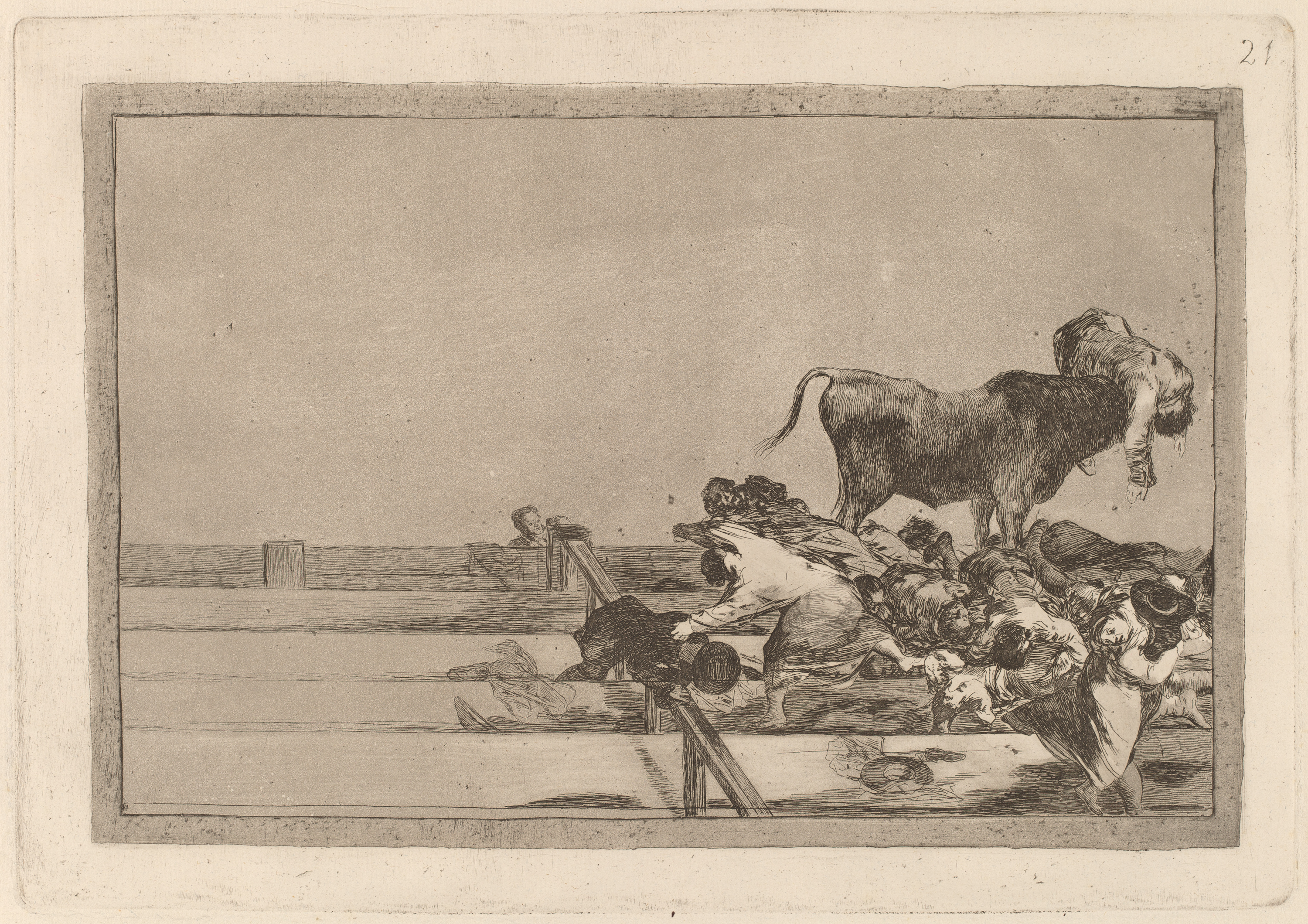
اتفاقات ناگوار در صندلی‌های جلوی میدان گاوبازی مادرید و درگذشت شهردار تورحون از مجموعهٔ هنر گاوبازی (en)
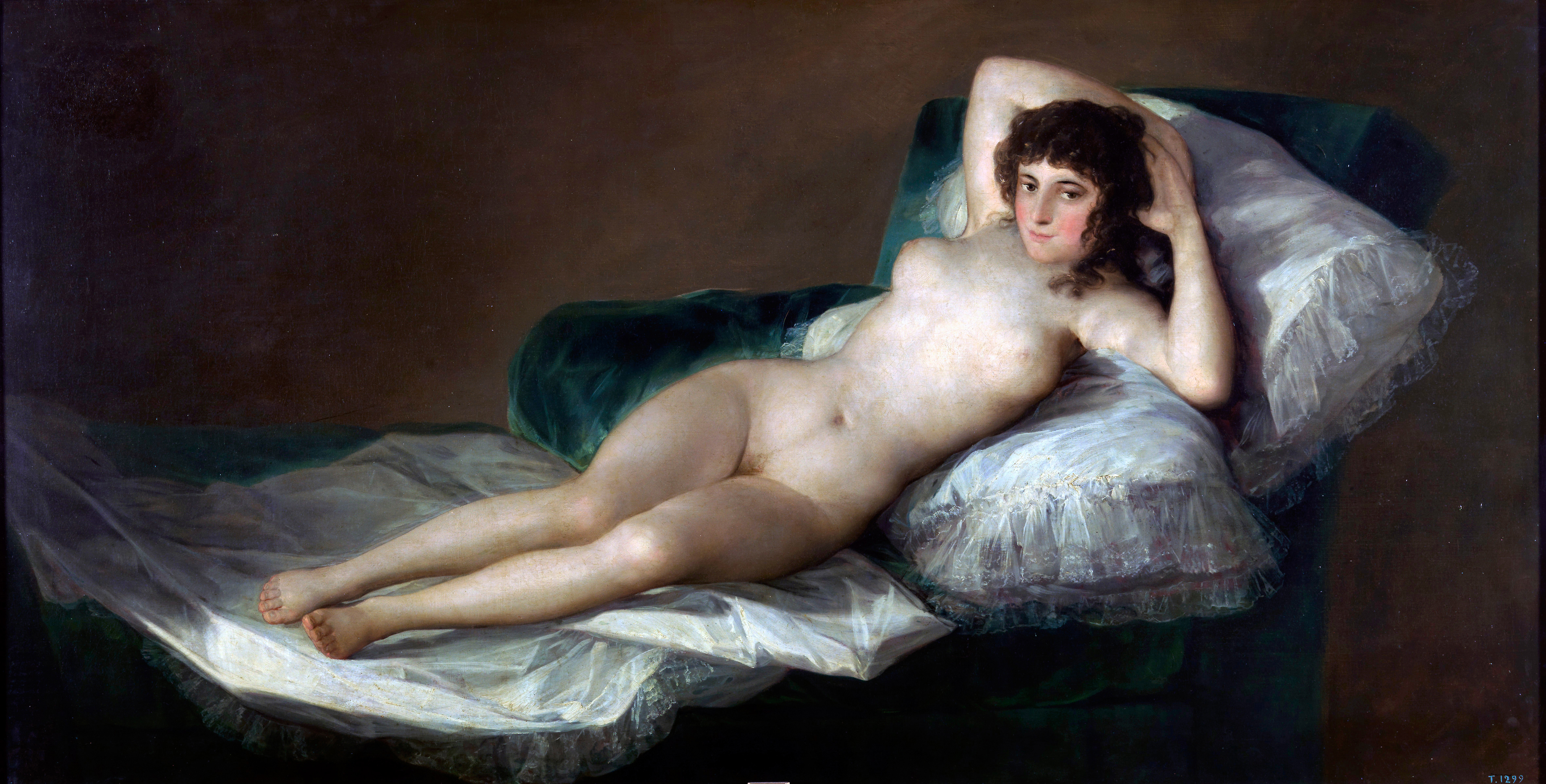
ماخای برهنه
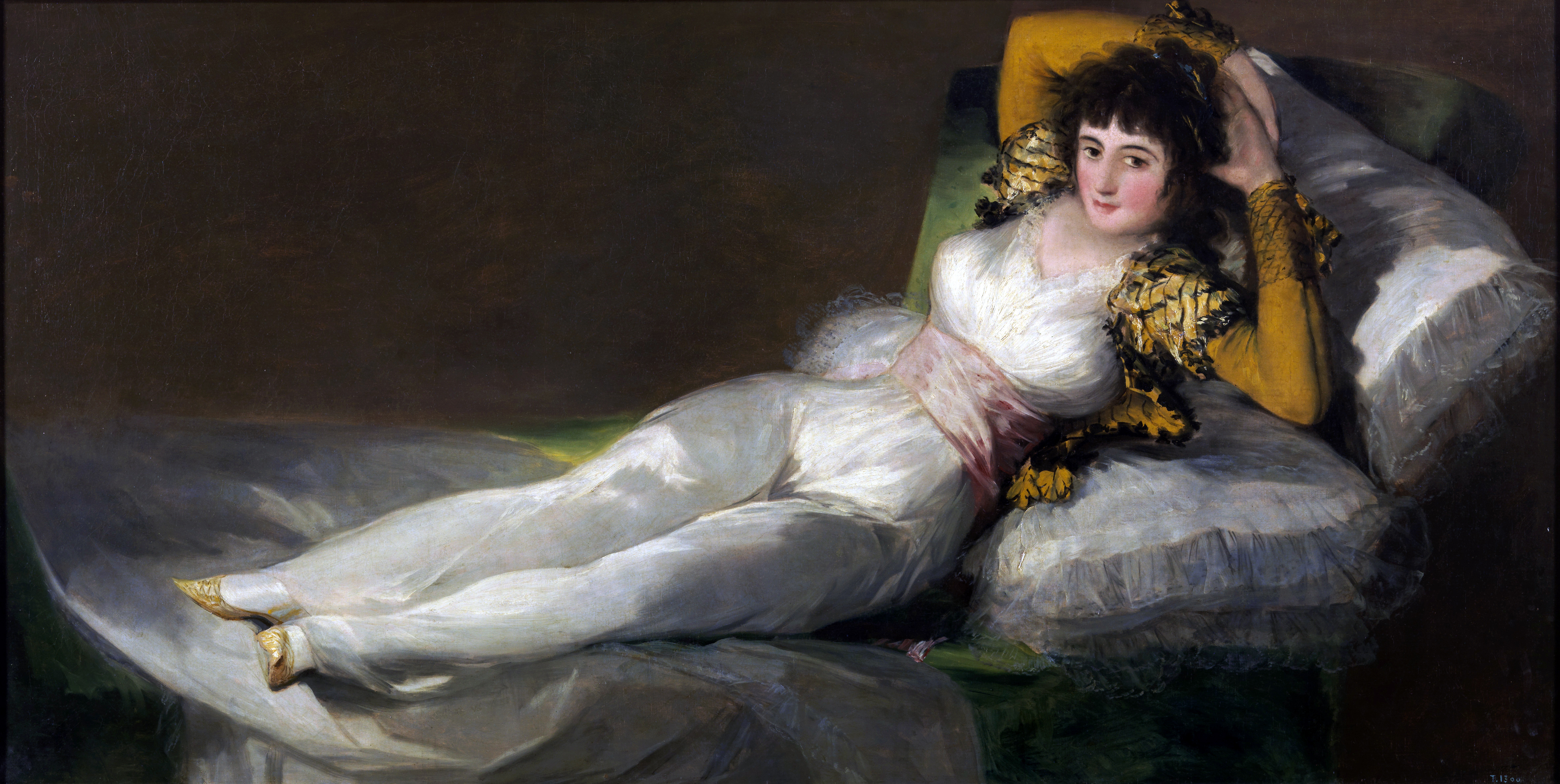
ماخای پوشیده
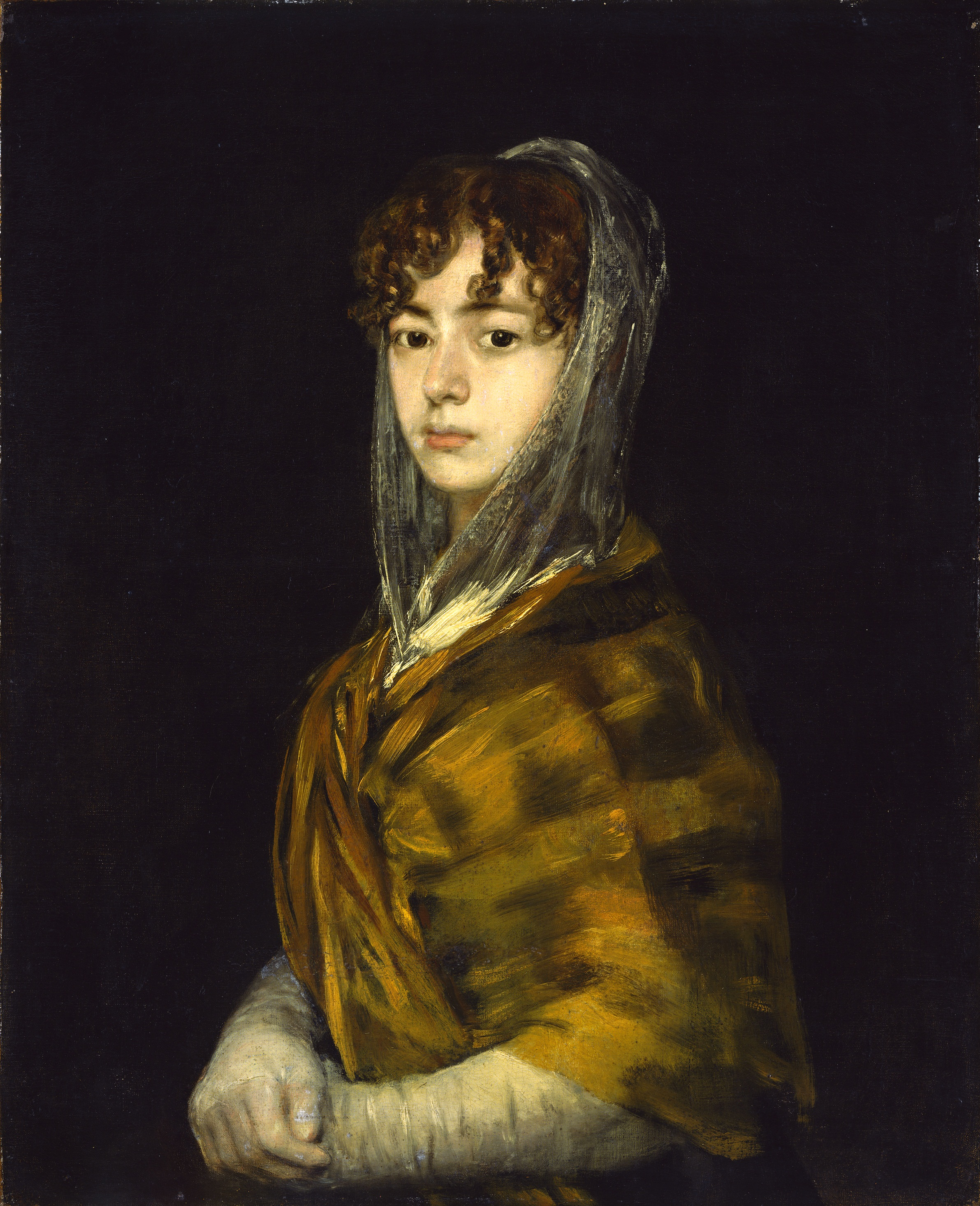
۱۱-۱۸۰۶
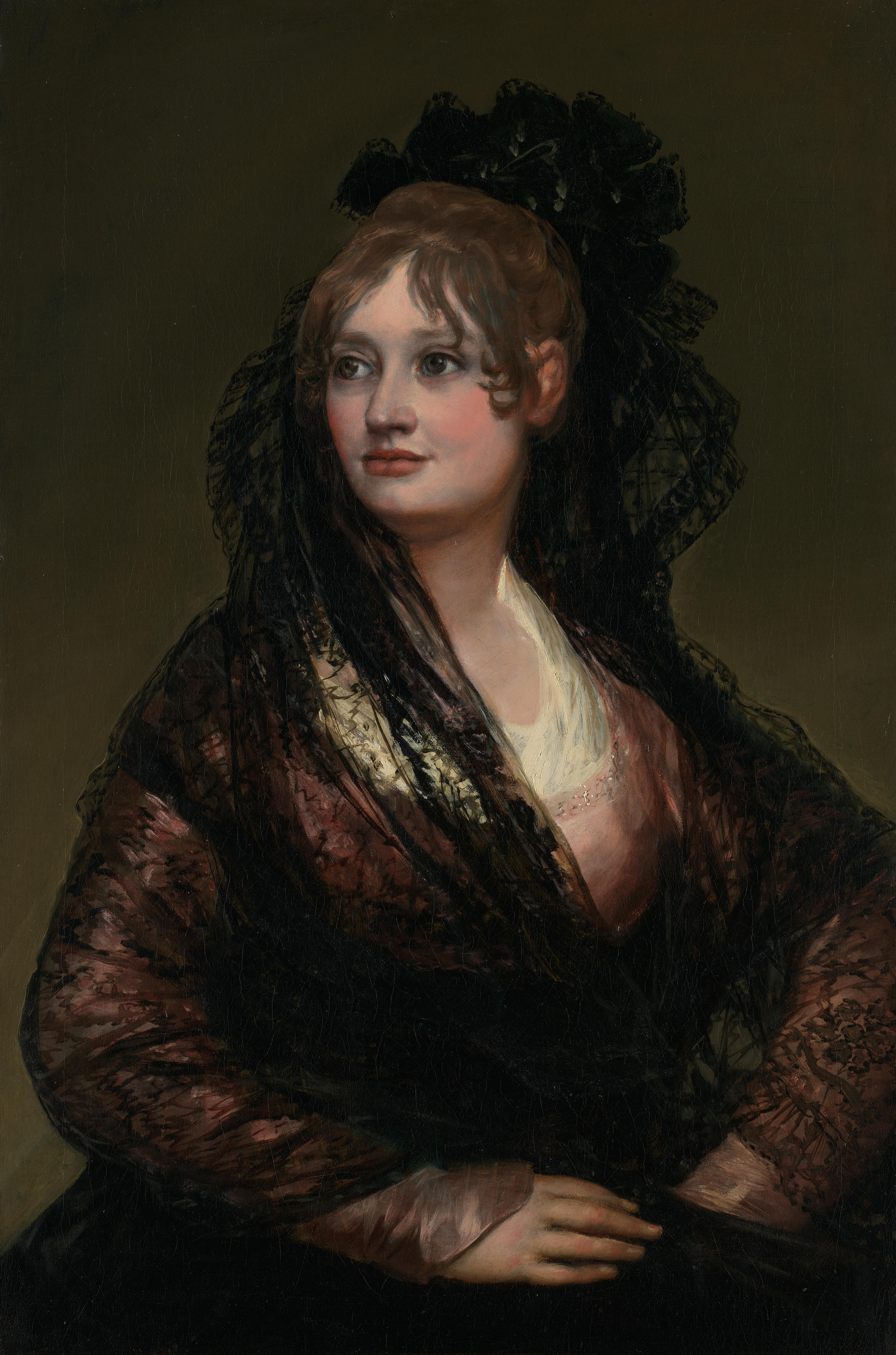
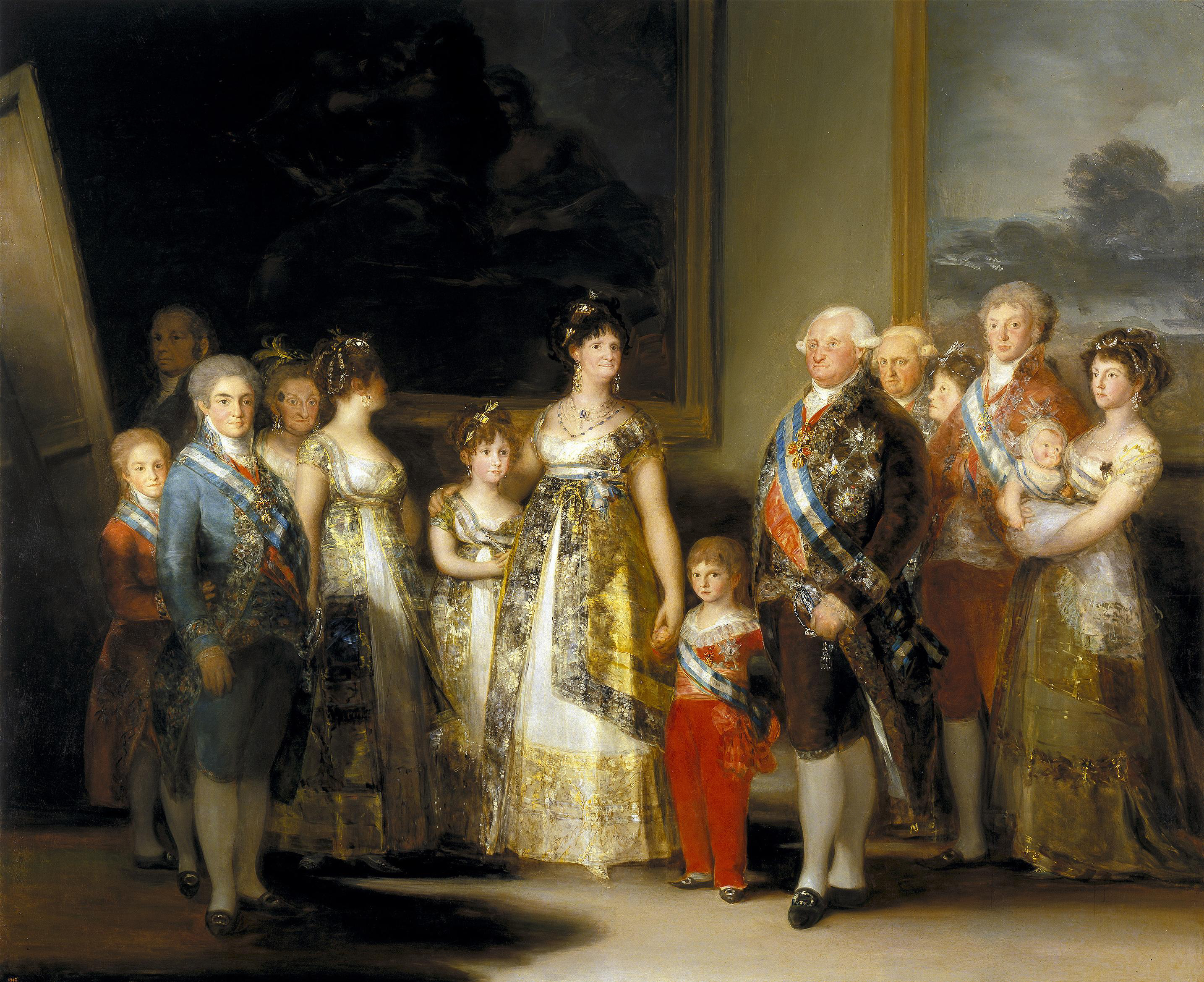
کارلوس چهارم پادشاه اسپانیا و خانواده‌اش ۱۸۰۱ م. موزه دل پرادو
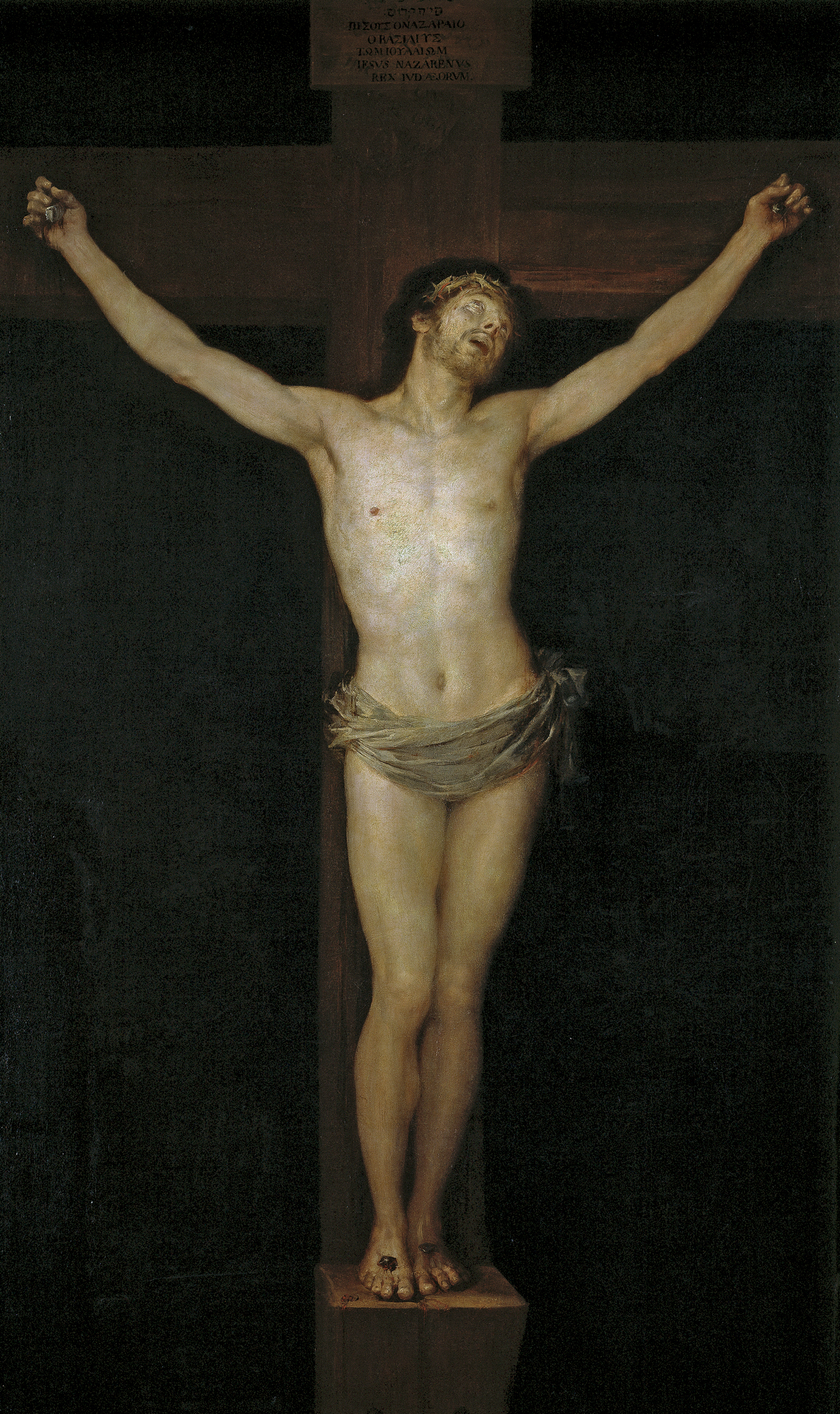
عیسای مصلوب ۱۷۸۰ م. موزه دل پرادو
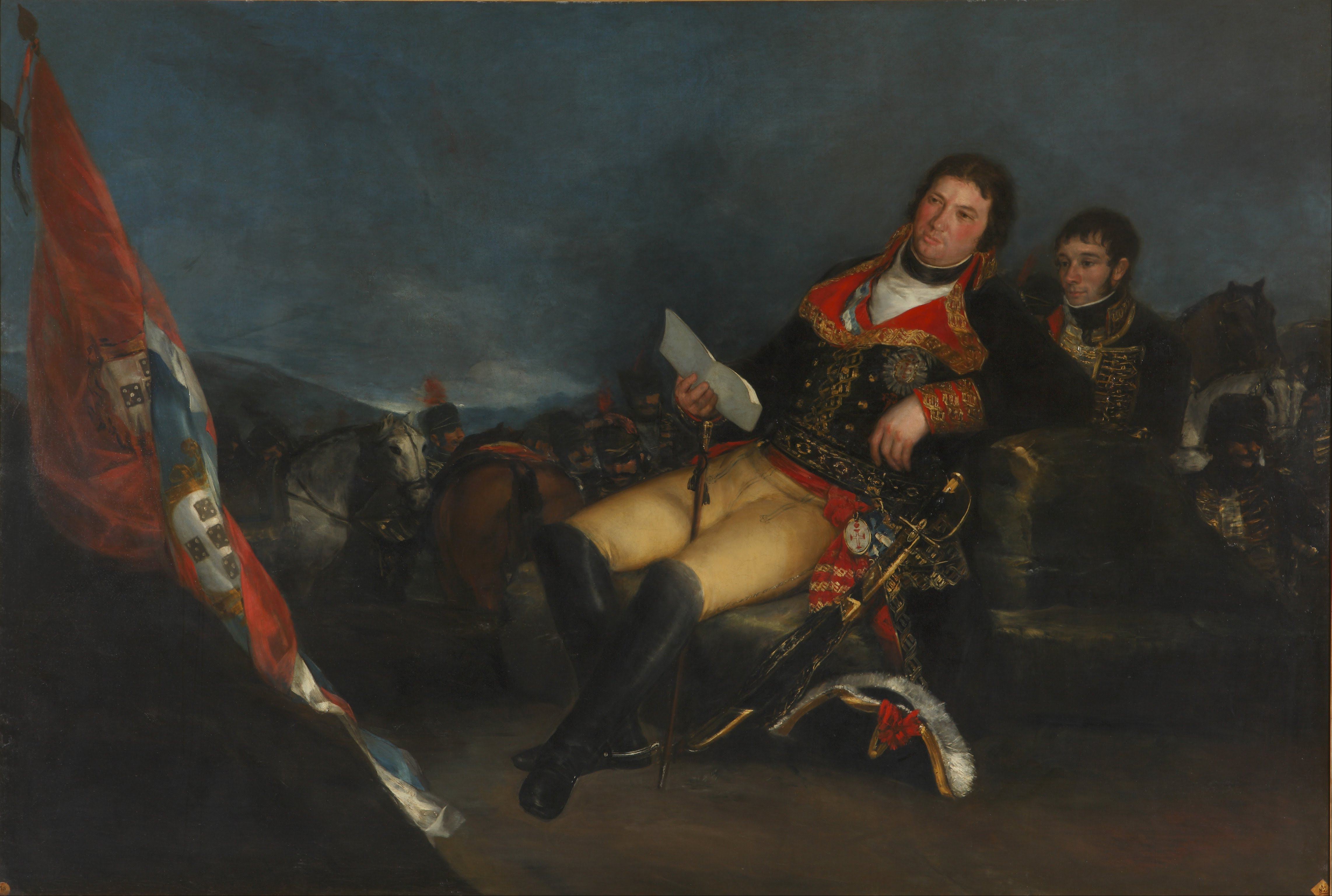
پرترهٔ ژنرال گودوی ۱۸۰۱ م. آکادمی سلطنتی هنرهای زیبای سان فرناندو
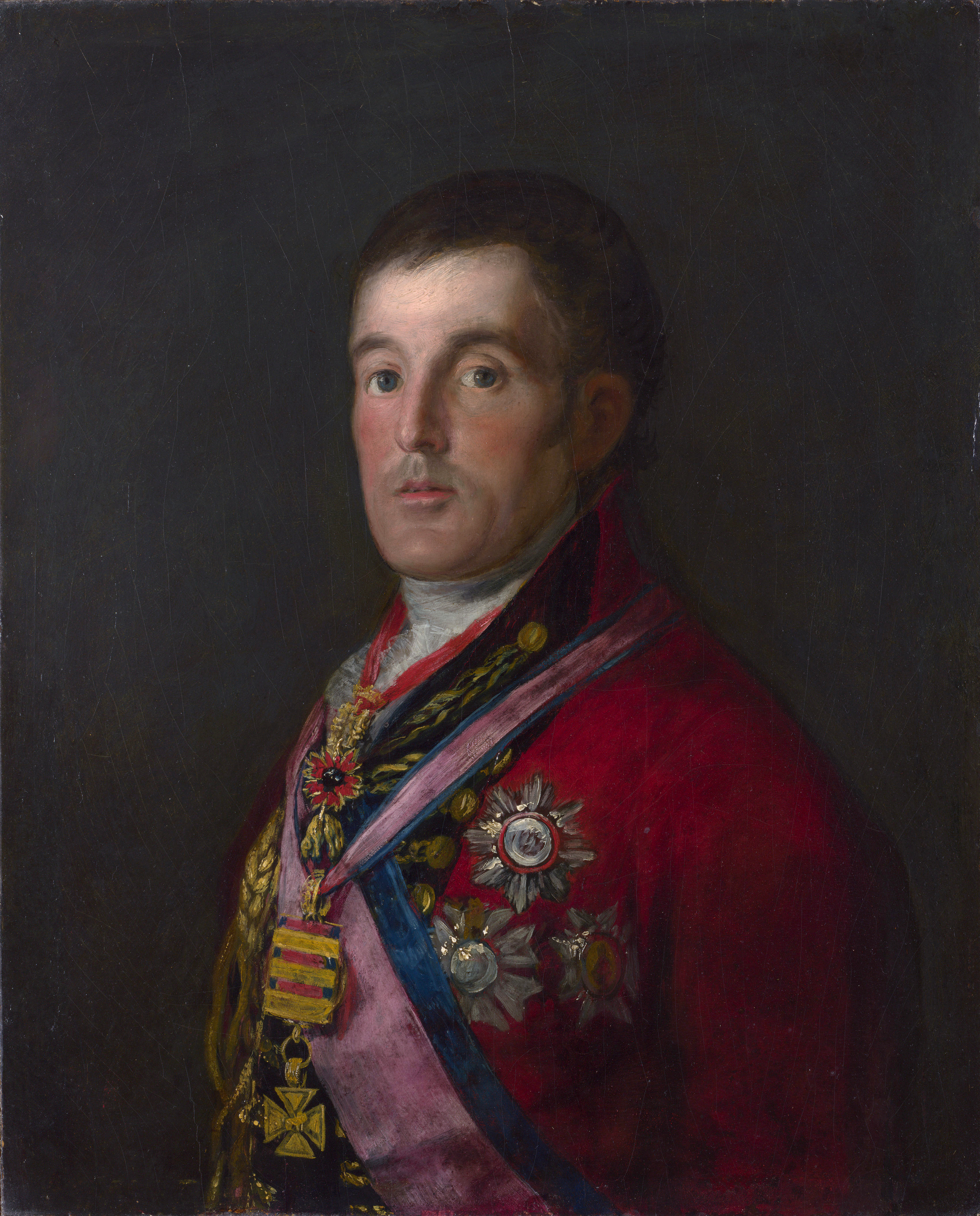
پرتره دوک ولینگتون
۱۸۱۲ م.
نگارخانه ملی لندن